# Курочка Анатолій Михайлович
Анато́лій Миха́йлович Курочка (1967—2014) — старший сержант, Міністерство внутрішніх справ України, учасник російсько-української війни.

## Життєпис
Народився 1967 року в селі Сліпорід-Іванівка (Гребінківський район, Полтавська область). Закінчив Дніпродзержинський технікум фізичної культури, проходив строкову службу в лавах РА. З 1989 року проживав у Пирятині, працював робітником у ПАТ «Пирятинський сирзавод», згодом у будівельних бригадах.
Доброволець, у червні 2014-го мобілізований, старший сержант міліції, батальйон патрульної служби міліції особливого призначення «Шахтарськ».
Загинув 19 серпня 2014 року під час боїв за визволення Іловайська. Тоді ж полягли Москаленко Володимир Васильович та Горячевський Олександр Олександрович.
Похований в місті Пирятин. 22—23 серпня 2014-го в Пирятині оголошені днями жалоби.
Вдома лишилися дружина, дорослі донька і син, троє внуків.

## Нагороди та вшанування
- 14 листопада 2014 року за особисту мужність і героїзм, виявлені у захисті державного суверенітету та територіальної цілісності України, вірність військовій присязі під час російсько-української війни, відзначений — нагороджений орденом «За мужність» III ступеня (посмертно).
- Вшановується 19 серпня на щоденному ранковому церемоніалі вшанування українських захисників, які загинули цього дня у різні роки внаслідок російської збройної агресії[1]
- Його портрет розміщений на меморіалі «Стіна пам'яті полеглих за Україну» у Києві: секція 3, ряд 2, місце 12.
- «Лицарський хрест Добровольця» (посмертно)
- «Іловайський Хрест» (посмертно)
- Занесений до Книги Пошани Полтавської обласної ради (посмертно)[2]